# 11月11日 (旧暦)
旧暦11月11日は旧暦11月の11日目である。六曜は先負である。

## できごと
- 皇極天皇2年（ユリウス暦643年12月30日） - 山背大兄王が蘇我入鹿に襲われ自害
- 延暦3年（ユリウス暦784年12月27日） - 桓武天皇が平城京から長岡京に遷都
- 文治元年（ユリウス暦1185年12月4日） - 後白河法皇が源頼朝に義経追討の院宣を下す
- 文明9年（ユリウス暦1477年12月16日） - 大内政弘が周防国に撤兵し､応仁の乱が事実上終焉する｡
- 寛政6年閏11月（グレゴリオ暦1795年1月1日） - 杉田玄白の門人・大槻玄沢が日本で初めて太陽暦による新年（オランダ正月）を祝う
- 文化11年（グレゴリオ暦1814年12月22日） - 岡山の神官・黒住宗忠が黒住教を開教

## 誕生日
- 慶長6年閏（グレゴリオ暦1602年1月4日） - 藤堂高次、津藩主（+ 1676年）
- 文政12年（グレゴリオ暦1829年12月6日） - 由利公正、政治家・五箇条の御誓文の原案を起草（+ 1909年）
- 嘉永1年（グレゴリオ暦1848年12月6日） - 川上操六、陸軍軍人（+ 1899年）
- 嘉永2年（グレゴリオ暦1849年12月25日） - 乃木希典、陸軍大将（+ 1912年）
- 文久2年（グレゴリオ暦1862年12月31日） - 渡瀬庄三郎、動物学者（+ 1929年）

## 忌日
- 皇極天皇2年（ユリウス暦643年12月30日） - 山背大兄王、皇族・聖徳太子の子
- 斉明天皇4年（ユリウス暦658年12月11日） - 有間皇子、孝徳天皇の皇子
- 貞和4年/正平3年（ユリウス暦1348年12月2日） - 花園天皇、95代天皇（* 1297年）